# 황효창

황효창(1945년~)은 홍익대 회화과 졸업 후 1972년 에스프리(ESPRIT) 동인으로 활동하며 전위적인 미술을 주도하였으며, 1980년대 민중미술의 태동기에 주역으로 활동한 바 있다. 그는 작가 특유의 ‘인형’의 이미지에 인간의 슬픔을 투영하여, 은유적인 방식으로 사회의 부조리에 항거하는 작업을 지속해 왔다. 특히 1990년대 춘천으로 귀향한 이후, 강원민예총과 춘천민족미술인협회의 기틀을 마련하여, 예술의 사회적 역할을 확장하는 데에 기여하였다.

### 학력
1964년 춘천고등학교 졸업
1972년 홍익대학교 회화과 졸업
1986년 홍익대학교 교육대학원 졸업

### 경력
에스프리(Esprit) 창립
평창비엔날레 이사장 역임
강원민예총 회장 역임
산과함께 회장
춘천공연예술제 텐스푼 이사장

### 수상
2008 강원민족예술인상
2009 민족예술인 대상

### 개인전
1979 《태인 화랑 초대전》, 태인 화랑, 서울
1981 《태인 화랑 초대전》, 태인 화랑, 서울
1985 《한강 미술관 초대전》, 한강 미술관, 서울
1990 《선 갤러리 초대전》, 선갤러리, 춘천
1995 《갤러리 아침못 개인전》, 갤러리아침못, 춘천
1998 《춘천미술관 개인전》, 춘천미술관, 춘천
2000 《춘천 국제마임축제 초대전》, 춘천미술관, 춘천
2001 《갤러리 고도 초대전》, 갤러리고도, 서울
2008 《동화를 그리다, 리앤박 갤러리 초대전》, 리앤박갤러리, 파주
2011 《삐에로의 꿈, 샘터 갤러리 초대전》, 샘터갤러리, 서울
2012 《춘천 인물전》, 춘천문화원 금병전시실, 춘천
2014 《나는 인형이다》, 춘천문화예술회관, 춘천
2014 《나는 인형이다》, 갤러리 고도, 서울
2016 《갤러리 오 초대전》, 갤러리오, 서울
2018 《오월》, 명동집, 춘천
2022 《할말하않-개나리미술관 초대전》, 개나리미술관, 춘천
2023 《인형의 노래》, 아트스페이스 감, 서울

### 단체전
1971 《한국미술대상전》, 국립현대미술관, 서울
1971~1974 《Esprit동인전》, 명동화랑, 서울
1972 《제1회 앙데팡당전》, 국립현대미술관, 서울
1974 《제1회 한국미술청년작가회전》, 미술회관, 서울
1974 《제1회 서울비엔날레》, 국립현대미술관, 서울
1975 《제2회 한국미술청년작가회전》, 탑미술관, 부산
1977 《서울11인 방법전》, 문예진흥원 미술회관, 서울
1978 《서울29인의 방법전》, 문예진흥원 미술회관, 서울
1979 《서울39인의 방법전》, 문예진흥원 미술회관, 서울
1981 《Salon de Figuration Critque》, 파리, 프랑스
1982 《Art Korea, 아부다비 인터콘호텔》, 아랍에미리트
1982 《한국현대미술 ’80년대 조망전》, 미술회관, 서울
1983 《한불미술협회전》, 동덕갤러리, 서울
1983 《상파울로 비엔날레》, 브라질
1984 《한국 11인의 표정》, 오사카부립현대미술센터, 일본
1984 《해방 40년 역사전》, 광주·대구·서울 순회전
1985 《서울-빠리 방법전》, 문예진흥원 미술회관, 서울
1986 《40대 22인전》, 그림마당민, 서울
1987 《반고문전》, 그림마당민, 서울
1990 《서울국제방법전-‘90》, 문예진흥원 미술회관, 서울
1993 《구상미술의오늘, 꿈과 현실의 대결》, 현대미술관, 서울
1994 《아침못 동인전》, 춘천종합문예회관, 춘천
1996 《인간과 예술의 가치-한강미술관 그 10년 이후》, 덕원갤러리, 서울
1997 《서울방법전: 한국현대미술 새로운 위상》, 조형갤러리, 서울
2003 《박수근 미술관 기획전, 강원의 자연, 그리고 삶》, 박수근미술관, 양구
2005 《월간 미술세계 신년기획 이형아트센터 개관기념전》, 이형아트센터, 서울
2005 《강원매거진 창간2주년 기념-강원작가 초대전》, 춘천
2005 《힘있는 강원전》, 춘천국립박물관, 춘천
2006 《강원민족미술인협회 창립전》, 춘천문화예술회관, 춘천
2006 《춘천민족미술인협회 창립전》, 갤러리 소나무, 춘천
2006 《문화지구 4주년 기념 인사동현대미술축제》, 인사아트센터, 서울
2006 《세방아트센터 개관기념 초대전》, 춘천
2006 《제6회 한국현대미술제, 예술의 전당》, 서울
2007 《김유정추모특별전-내 고향은 증리》, 실레마을, 갤러리소나무, 춘천
2007 《옛 향기의 발견-곡운구곡전》, 갤러리 소나무, 춘천
2009 《평화미술제》, 제주현대미술관, 제주
2009 《미고전》, 어우재미술관, 여주, 경기도
2009 《춘천의 인물전》, 갤러리 스페이스 공, 춘천
2009 《오래된 풍경전》, 갤러리 스페이스 공, 춘천
2010 《현대미술춘천작가전》, 함섭 한지 아트스튜디오, 춘천
2011 《제11회 한국현대미술제》, 예술의 전당, 서울
2011 《춘천구상작가 오늘전》, 함섭 한지 아트스튜디오, 춘천
2011 《강원의 표현전》, 원주지헌갤러리, 원주
2011 《갤러리 아르숲 개관기념 초대전》, 아르숲갤러리, 춘천
2012 《강원도 예총.민예총연합전-가을에 만나다》, 국립춘천박물관, 춘천
2013 《홍익대 서양화과 ’64 입학동기전 : 르▪누보》, 리서울갤러리, 서울
2013 《강원의 인물전》, 아르숲갤러리, 춘천
2014 《한국형상미술 강원대표작가전》, 원주시창작스튜디오전시장, 원주
2015 《1964보릿고개로부터!》, 청주 스페이스 몸 미술관, 서울
2015 《1980년대와 한국미술》, 전북도립미술관, 서울
2015 《산과 함께 70-미술에 담은 우리 강원》, 춘천문화예술회관, 춘천
2016 《강렬하게, 리얼하게-바이칼에서 강원 춘천까지》, 춘천문화예술회관, 춘천
2017 《평창비엔날레2017–높새바람 : 강원의 맥》, 강릉 녹색도시체험센터, 강릉
2017 《강원미술시장축제-미로》, 춘천문화예술회관, 춘천
2018 《오월전 30회기념 특별전-촛불이여, 오월을 노래하라》, 유.스퀘어문화관 금호갤러리, 광주
2018 《길위의 리얼리즘》, 춘천문화예술회관, 춘천
2019 《산과 함께 : 대한민국 만세》, 원주 치악예술관, 원주
2020 《산과 함께 : 리얼리즘 오늘!》, 춘천문화예술회관, 춘천
2020 《변화의 물결을 주도하다》, 춘천문화예술회관, 춘천
2021 《역발상전-춘천시 문화도시 선정기념 특별교류전》, 문화공간 역, 춘천
2021 《백두대간 한라산을 품다》, 국립춘천박물관, 춘천
2021 《김윤수선생 3주기 추모전 -현실주의 미학 정신전》, 인사아트프라자 갤러리, 서울
2022 《광야에서》, 춘천문화예술회관, 춘천
2023 《춘천민미협 기획교류전-어제와 오늘》, 문화공간 역, 춘천

### 관련 기사
- 「1회 서울·비엔날레」, 『중앙일보』, 1974.12.14.
- 「77서울11인방법전」, 『매일경제』, 1977.10.28.
- 「황효창 작품전」, 『동아일보』, 1979.12.22.
- 「황효창人形(인형)그림展(전)」, 『매일경제』, 1981.08.28.
- 「한국화가 자주·전통모색작품 한자리에-황효창 개인 작품전」, 『매일경제』, 1985.01.24.
- 「삶의현실·사물세계 그린 형상미술제 열려」, 『매일경제』, 1987.07.07.
- 「서양화 황효창 작품전」, 『동아일보』, 1990.04.02.
- 「인형에 담은 현대인의 삶과 인생. 황효창 화백 개인전… 10∼26일 서울 샘터갤러리」, 『강원도민일보』, 2011.06.08.
- 「서양화가 황효창 열한번째 개인전 `삐에로의 꿈'」, 『강원일보』, 2011.06.07.
- 「사람은 누군가를 사랑하는 人形. 황효창 그림 하창수 소설가 해설붙여」, 『강원도민일보』, 2014.11.01.
- 「황효창은 인형이다」, 『강원도민일보』, 2014.11.06.
- 「[내일신문이 만난 사람_강원민예총 회장 황효창 화백]인형에 이야기와 시대를 담다」, 『내일신문』, 2015.07.22.
- 「인형이 꿈꾸는 사람사는 세상」, 『강원일보』, 2016.06.21.
- 「[최형순의 미술평론] 인형을 그린 작가, 역사를 말하다」, 『강원도민일보』, 2017.11.25.
- 「평화와 폭력 `오월'의 두얼굴.황효창 서양화가 작품전 '오월'」, 『강원일보』, 2018.05.23.
- 「[최형순의 미술평론] 신학철이 달군 황효창의 전시회」, 『강원도민일보』, 2018.06.09.
- 「[최돈선의 예술인 탐방지도] 오월리의 인형화가 부부가 사는 법」, 『강원도민일보』, 2021.04.09.
- 「황효창 개인전 ‘할말하않’ 인형의 미세한 표정 변화가 주는 임팩트 여전히 폭발적」, 『강원일보』, 2022.08.24.
- 「[문예비평] 행복한 왕자 - 황효창의 비애미, 『춘천사람들』, 2022.09.05.

1. ↑  “춘천 미술 인물 연구 | 춘천문화아카이브”. 2024년 9월 10일에 확인함.